# Кресвелл (Північна Кароліна)
Кресвелл (англ. Creswell) — місто (англ. town) в США, в окрузі Вашингтон штату Північна Кароліна. Населення — 207 осіб (2020).

## Географія
Кресвелл розташований за координатами 35°52′17″ пн. ш. 76°23′57″ зх. д. / 35.87139° пн. ш. 76.39917° зх. д. (35.871421, -76.399127).  За даними Бюро перепису населення США в 2010 році місто мало площу 1,47 км², уся площа — суходіл.

## Демографія
Згідно з переписом 2010 року, у місті мешкало 276 осіб у 117 домогосподарствах у складі 70 родин. Густота населення становила 188 осіб/км².  Було 133 помешкання (91/км²).
Расовий склад населення:
| - 43,5 % — чорних або афроамериканців - 42,0 % — білих - 12,0 % — осіб інших рас |

До двох чи більше рас належало 2,5 %. Частка іспаномовних становила 11,6 % від усіх жителів.
За віковим діапазоном населення розподілялося таким чином: 23,6 % — особи молодші 18 років, 54,3 % — особи у віці 18—64 років, 22,1 % — особи у віці 65 років та старші. Медіана віку мешканця становила 42,5 року. На 100 осіб жіночої статі у місті припадало 86,5 чоловіків;  на 100 жінок у віці від 18 років та старших — 75,8 чоловіків також старших 18 років.
Середній дохід на одне домашнє господарство  становив 50 013 долари США (медіана — 33 125), а середній дохід на одну сім'ю — 58 094 долари (медіана — 55 313). За межею бідності перебувало 22,4 % осіб, у тому числі 35,6 % дітей у віці до 18 років та 4,8 % осіб у віці 65 років та старших.
Цивільне працевлаштоване населення становило 118 осіб. Основні галузі зайнятості: освіта, охорона здоров'я та соціальна допомога — 31,4 %, будівництво — 12,7 %, оптова торгівля — 10,2 %, публічна адміністрація — 10,2 %.